# آيفون 13
آيفون 13 و آيفون 13 ميني عبارة عن مجموعة من الهواتف الذكية التي تم تصميمها وتطويرها وتسويقها من قبل شركة أبل.

## التصميم والألوان
- يتمتع آيفون 13 بتصميم مماثل تقريبا لجهاز آيفون 12.
- يتوفر آيفون 13 وآيفون 13 ميني بستة ألوان: الأسود والأبيض والأحمر والأزرق والوردي والأخضر.

## المواصفات
- يستخدم آيفون 13 وآيفون 13 ميني نظام آي 15 بايونيك.
- يتميز هاتف آيفون 13 بشاشة مقاس 6.1 بوصة (15 سم) مع تقنية سوبر ريتينا إكس دي آر أوليد بدقة 2532 × 1170 بكسل.
- يتميز آيفون 13 ميني بشاشة 5.4 بوصة (14 سم) بنفس التقنية بدقة 2340 × 1080 بكسل.